# Aoba Fujino
Aoba Fujino (japanisch 藤野 あおば Fujino Aoba; * 27. Januar 2004 in Machida, Präfektur Tokio) ist eine japanische Fußballspielerin.

## Karriere

### Verein
Nachdem Fujino in ihrer Jugend beim Minamiosawa FC und NTV Menina Celias sowie der Schulmannschaft der Jumonji High School aktiv gewesen war, schloss sie sich im Januar 2022 Tokyo Verdy an.

### Nationalmannschaft
Mit der U20 nahm sie an der Weltmeisterschaft 2022 teil und kam mit dem Team bis ins Finale, in dem man sich Spanien mit 1:3 geschlagen geben musste.
Ihr Debüt in der A-Nationalmannschaft hatte sie am 6. Oktober 2022, als sie bei einem 2:0-Freundschaftsspielsieg über Nigeria in der 69. Minute für Hikaru Naomoto eingewechselt wurde. Nach weiteren Freundschaftsspieleinsätzen kam sie unter anderem auch beim SheBelieves Cup 2023 zu Einsätzen.
Am 13. Juni 2023 wurde sie für den finalen japanischen Kader der Weltmeisterschaft 2023 nominiert. Bei der WM, die für die Japanerinnen mit einer Viertelfinalniederlage gegen Schweden endete, wurde sie in allen fünf Spielen ihrer Mannschaft eingesetzt.